# Uta Hagen
Uta Thyra Hagen (Gotinga, Alemania; 12 de junio de 1919-Nueva York; 14 de enero de 2004) fue una legendaria maestra de actores y actriz tres veces ganadora del Premio Tony, de origen alemán y naturalizada estadounidense.

## Biografía
Hija del historiador de arte Oskar Hagen y la cantante de ópera Thyra Leisner, su familia emigró a Estados Unidos en 1924. Se crio en Madison (Wisconsin) y en 1937 se estableció en Nueva York.
Debutó en 1937 como Ofelia de Hamlet en Dennis, Massachusetts en la compañía de Eva Le Gallienne seguida por Nina de La gaviota de Antón Chéjov y Santa Juana de George Bernard Shaw. Un año después se casó con el actor José Ferrer, con quien tuvo una hija llamada Leticia (Lettie) Ferrer. Con él interpretó en Broadway el papel de Desdémona en el Otelo de Paul Robeson. La pareja se divorció en 1948 supuestamente por su relación con Paul Robeson.
A causa de su relación profesional y personal con Paul Robeson fue incorporada a la lista negra de Hollywood y su carrera cinematográfica se vio severamente afectada.
No obstante, fue en el teatro donde conquistó la fama y originó el papel de Martha en 1963 en la première de Broadway de Who's Afraid of Virginia Woolf? de Edward Albee y posteriormente en Londres.
Encarnó a Blanche DuBois de Un tranvía llamado deseo sucediendo a Jessica Tandy en la gira dirigida por Harold Clurman junto a Marlon Brando y luego Anthony Quinn. En 1951 ganó el Premio Tony por The country girl de Clifford Odets y en 1963 por Quien le teme a Virginia Woolf?. En 1999 recibió su tercero en homenaje a su larga carrera.
Desde 1947 se destacó como maestra de actores en el Estudio HB en Greenwich Village de Nueva York, entre sus alumnos se cuentan Matthew Broderick, Christine Lahti, Jason Robards, Sigourney Weaver, Liza Minnelli, Whoopi Goldberg, Jack Lemmon, Debbie Allen y Al Pacino.
Se casó en 1957 con el actor y maestro de actores Herbert Berghof con quien permaneció hasta la muerte de él en 1990. Escribió dos libros fundamentales en las técnicas de actuación Respect for Acting (1973) y A Challenge for the Actor (1991) y también un libro de cocina Love for Cooking en 1976.
En 2002, fue condecorada con la Medalla de las Artes por el presidente George W. Bush en la Casa Blanca.
Originados en las técnicas actorales de Stanislavski, Uta Hagen es considerada una de las grandes profesoras de actores contemporáneos junto a Michael Chekhov, Lee Strasberg y Stella Adler.

### Teatro
- La gaviota - 1938
- The Happiest Days - 1939
- Vickie - 1942
- Othello - 1943
- The Whole World Over - 1947
- Un tranvía llamado Deseo - 1947
- The Country Girl - 1950
- Saint Joan - 1951
- In Any Language - 1952
- The Magic and The Loss - 1954
- Island of Goats - 1955
- Un mes en el campo - 1956
- Who's Afraid of Virginia Woolf? - 1962
- The Cherry Orchard - 1968
- You Never Can Tell - 1986
- Charlotte - 1980
- Mrs. Klein - 1995
- Collected Stories - 1998

### Cine
- El otro (The Other) - 1972
- Los niños del Brasil - 1978
- A Doctor's Story - 1984
- Reversal of Fortune - 1990
- Limón: A Life Beyond Words - 2001

### Televisión
- Victory - 1945
- A Month in the Country - 1959
- The Day Before Sunday - 1970
- Seasonal Differences - 1987
- The Sunset Gang - 1991